# La Morera de Montsant
La Morera de Montsant település Spanyolországban, Tarragona tartományban. La Morera de Montsant Ulldemolins, Cornudella de Montsant, Poboleda, Torroja del Priorat, La Vilella Alta, Cabacés és Margalef községekkel határos. Lakosainak száma 138 fő (2024).

## Népesség
A település népessége az elmúlt években az alábbi módon változott:
| Lakosok száma | 121  | 790  | 342  | 249  | 177  | 178  | 153  | 157  | 152  | 138  |
|               | 1717 | 1887 | 1936 | 1960 | 1986 | 2004 | 2009 | 2014 | 2019 | 2024 |